# Ol Parker
Oliver „Ol“ Parker (* 2. Juni 1969 in London) ist ein englischer Drehbuchautor und Filmregisseur.

## Leben
Parker tritt seit Mitte der 1990er Jahre als Drehbuchautor in Erscheinung. Er führte Regie bei den Filmen Eine Hochzeit zu dritt (2005) und Now Is Good – Jeder Moment zählt (2012). Er schrieb das Drehbuch zu Best Exotic Marigold Hotel (2011) und Best Exotic Marigold Hotel 2 (2015). Außerdem schrieb er das Buch zum 2018 erschienenen Musicalfilm Mamma Mia! Here We Go Again und führte auch Regie.
Parker ist seit 1998 mit der englischen Schauspielerin Thandiwe Newton verheiratet und hat mit ihr drei Kinder. Seine Tochter Nico Parker ist ebenfalls Schauspielerin.
2013 wurde Parker beim Zlín Film Festival vier Mal für seinen Film Now Is Good – Jeder Moment zählt ausgezeichnet. Beim Film-by-the-Sea-Festival gewann er für die Produktion 2012 den Zuschauer-Preis.

## Filmografie
als Regisseur:
- 2005: Eine Hochzeit zu dritt
- 2012: Now Is Good – Jeder Moment zählt
- 2018: Mamma Mia! Here We Go Again
- 2022: Ticket ins Paradies (Ticket to Paradise)